# Kheyrmand
Kheyrmand (persiska: خِيمَند, خیرمند) är en ort i Iran.   Den ligger i provinsen Kohgiluyeh och Buyer Ahmad, i den centrala delen av landet, 600 km söder om huvudstaden Teheran. Kheyrmand ligger 791 meter över havet och antalet invånare är 169.
Terrängen runt Kheyrmand är kuperad västerut, men österut är den bergig. Runt Kheyrmand är det ganska glesbefolkat, med 45 invånare per kvadratkilometer. Närmaste större samhälle är Cheram, 10,6 km norr om Kheyrmand. Omgivningarna runt Kheyrmand är i huvudsak ett öppet busklandskap.